# 노볼락

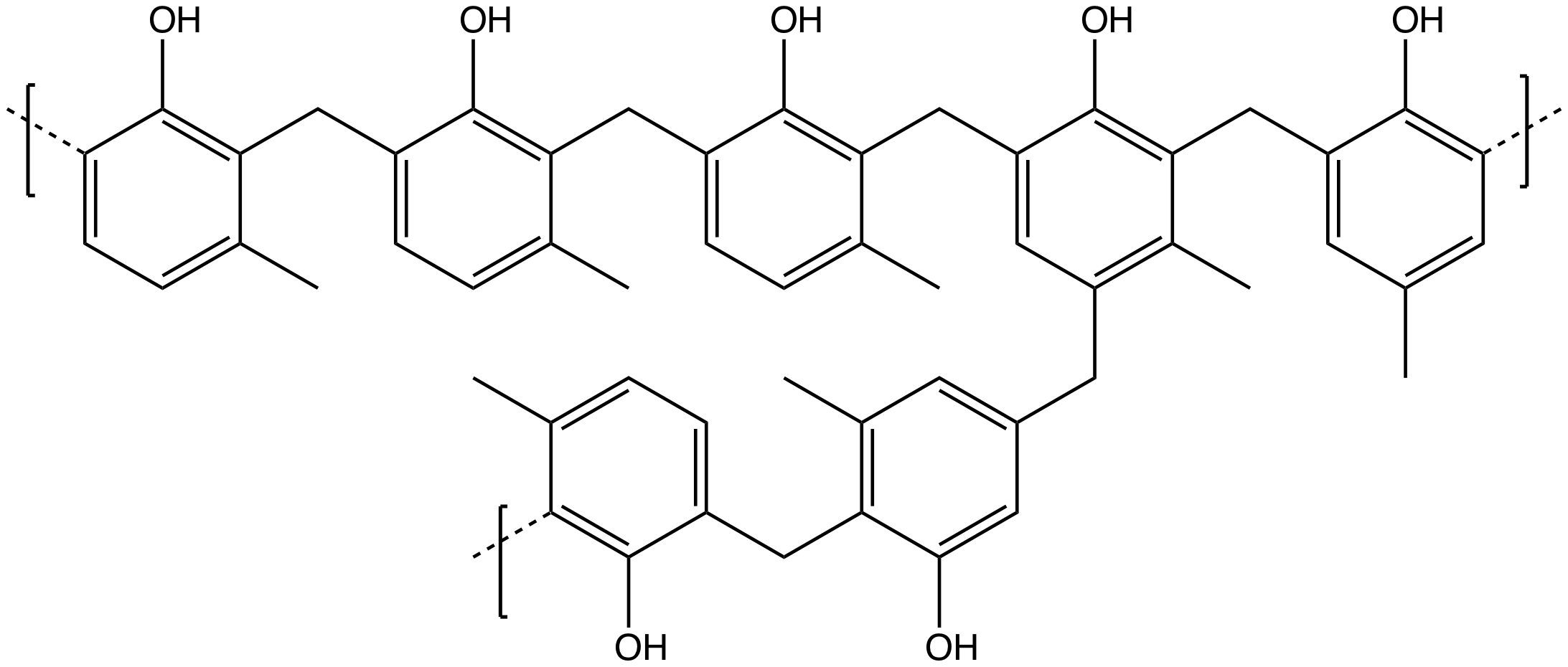

노볼락(Novolak)은 페놀과 포름알데하이드에서 비롯된 저분자량 중합체이다.

## 개요
산성(酸性)의 촉매(觸媒)로는 페놀에 포름알데히드가 부가(附加)하는 속도보다 메틸올기가 다른 페놀과 축합(縮合)하는 반응쪽이 빠르기 때문에 비교적 사슬모양의 분자로 변하기 쉽다. 이것을 노볼락이라고 부른다. 노볼락은 레졸과 달라 그 자신이 경화할 수 없고, 헥사메틸렌디아민 등의 가교제(架橋劑)를 가하여 가열하면 단시간 내에 망상(網狀)의 고분자를 만들며 경화한다. 그러므로 이 플라스틱은 가교제나 충전제를 넣은 성형용(成型用) 혼합물로 하여 금형(金型) 속에 넣고 가열·가압하여 여러 가지 성형품을 만든다.
노볼락은 포토레지스트 물질로 사용되므로 초소형 전자 공학에 특히 중요하다.

## 같이 보기
- 에폭시